# Tom (programmation par filtrage)
Tom est un langage de programmation par filtrage qui est particulièrement adapté aux transformations sur des structures arborescentes et sur des documents XML. Tom est une extension de langage qui ajoute de nouvelles primitives au langage C, Java, et Ocaml. Tom permet la création d'un système de règles de réécriture. Ces règles peuvent être utilisées avec un langage de stratégie.
Tom est adapté pour :
- la programmation par filtrage
- le développement de compilateurs et de langages dédiés
- la transformation de documents XML
- l'implémentation d'un système de règles de réécriture
- la description de transformations algébriques